# Colette Senghor
Colette Senghor (nata Colette Hubert; Mouzay, 20 novembre 1925 – Verson, 19 novembre 2019) è stata la seconda moglie, e musa ispiratrice, dello scrittore e politico franco-senegalese Léopold Sédar Senghor.
A lei il poeta dedicò la raccolta intitolata Lettres d'hivernage. Dopo la morte del marito, donò vari documenti al municipio di Verson, che creò uno "Spazio Senghor".

## Biografia
Proveniente da una famiglia dell'antica nobiltà normanna, Colette Hubert venne presentata da un'amica africana allo scrittore Léopold Sédar Senghor, allora deputato del Senegal, che si innamorò di lei poco dopo il suo divorzio dalla guianese Ginette Éboué, figlia di Félix Éboué, ex governatore del Ciad. Senghor aveva avuto due figli da quest'ultima, ma descrisse la loro unione come un matrimonio di convenienza, contrariamente al suo matrimonio d'amore con Colette, di diciannove anni più giovane di lui. Le loro nozze si celebrarono il 18 ottobre 1957.
Dalla loro unione l'anno successivo nacque il loro primogenito, Philippe, morto in un incidente stradale in Senegal il 6 giugno 1981, e al quale Senghor dedicò la poesia Elegie pour Philippe-Maguilen.
Quando, nel 1960, Senghor divenne presidente del Senegal, Colette non prese alcuna posizione politica pubblica, preferendo interessarsi ai suoi scritti poetici. Quando Senghor lasciò il potere, la coppia soggiornò molto tempo in Normandia.
Malata di Alzheimer dal 2013, è morta il 19 novembre 2019, un giorno prima di compiere 94 anni. Secondo la sua volontà, fu sepolta vicino al marito nel cimitero cattolico di Bel-Air, a Dakar.